# Örnsköldsvik
Örnsköldsvik és una ciutat de Norrland al centre de Suècia, situada a la província de Ångermanland i el comtat de Västernorrland. És part de la Costa Alta i situat al costat del Golf de Botnia. És una ciutat jove, fundada el 1894, i és principalment una ciutat industrial. La ciutat té una població aproximada de 28.000 habitants i el municipi 55.000. El 1976, el primer Jocs Paralímpics d'hivern va ser la seva estada a la ciutat.

## Galeria

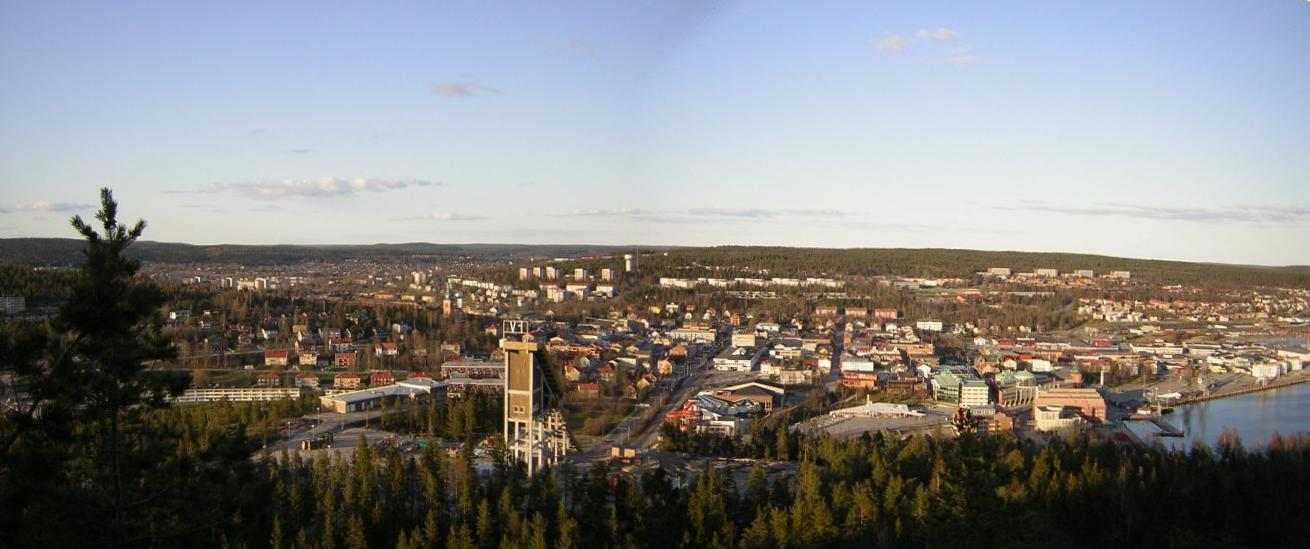
Örnsköldsvik
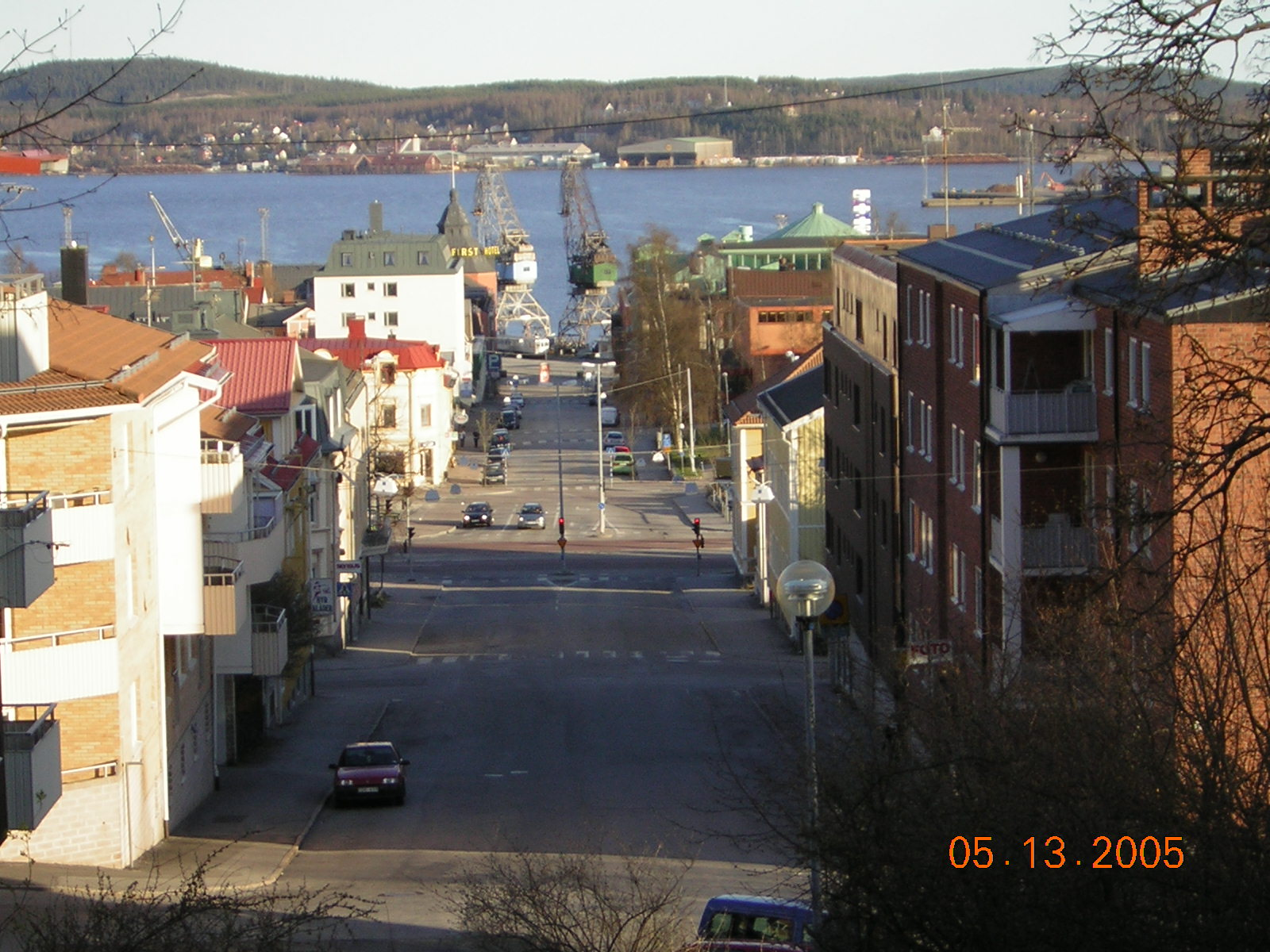
Lasarettsgatan
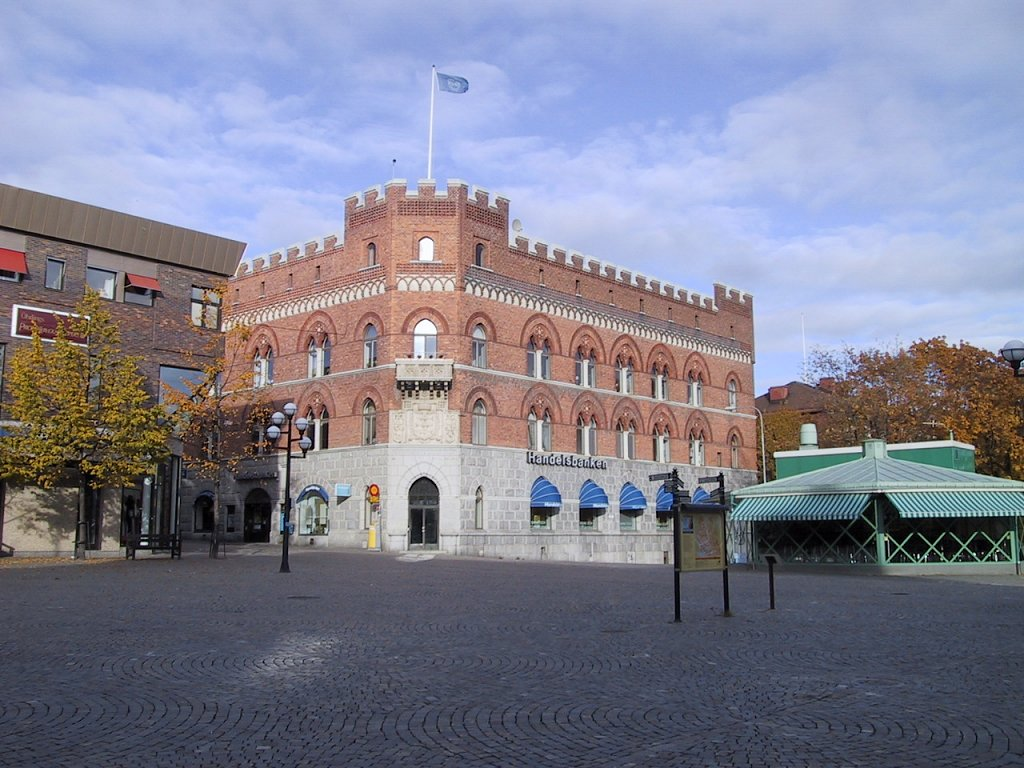
La plaça principal de Örnsköldsvik
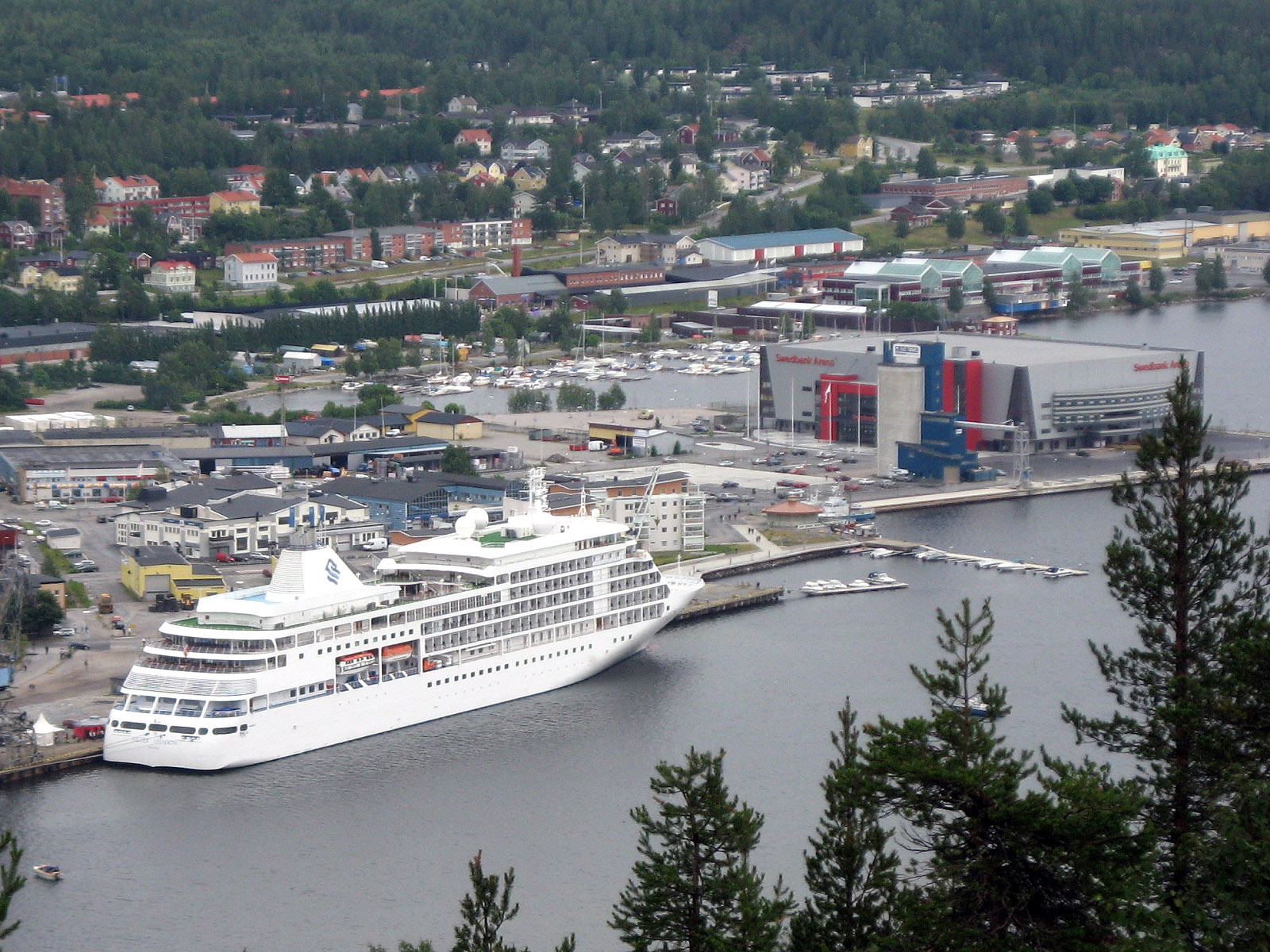
Creuer M/S Silver Shadow visitant Örnsköldsvik

## Agermanaments
- Äänekoski, Finlàndia
- Sigdal, Noruega
- Brande, Dinamarca
- Hveragerði, Islàndia
- Tarp, Alemanya